# Eumannia cyrnea
Eumannia cyrnea là một loài bướm đêm trong họ Geometridae.